# Fathi Baschagha

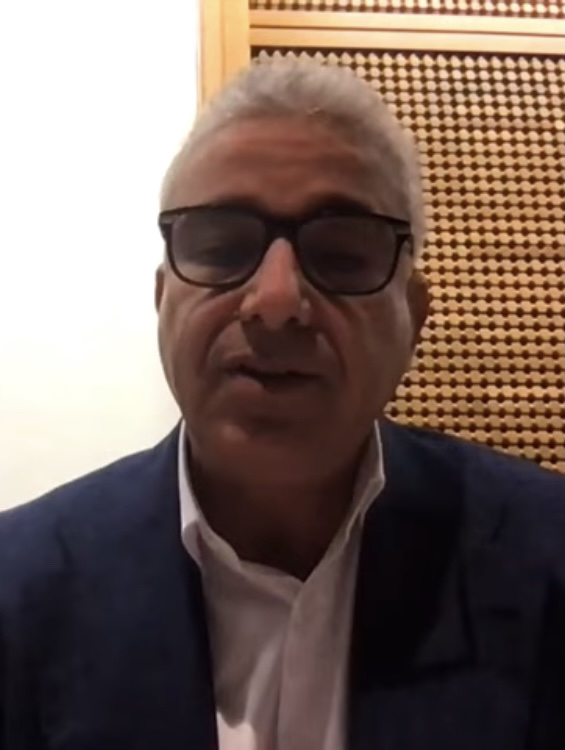
Fathi Baschagha (2021)

Fathi Ali Abdul Salam Baschagha (auch Fathi Baschagha; arabisch فتحي علي عبد السلام باشاغا, DMG Fatḥī ʿAlī ʿAbd as-Salām Bāšāġā; geb. 20. August 1962 in Misrata) ist ein libyscher Politiker und ehemaliger Militär. Von Februar 2022 bis Mai 2023 war er der Premierminister von Ost-Libyen und damit Konkurrent des west-libyschen Abdul Hamid Dbeiba. Sein Nachfolger ist Osama Hamada.

## Leben
Baschagha absolvierte 1984 die militärische Luftfahrtschule in Misrata und wurde im darauffolgenden Jahr Flugausbilder für Piloten von Kampfjets. 1993 verließ er die libysche Luftwaffe und gründete ein eigenes Handelsunternehmen für Reifen.  Im Verlauf des Aufstandes gegen Gaddafi 2011 wurde er ein führendes Mitglied der militärischen Führungsgremien Misratas und hielt Kontakte zur NATO. Nach dem Umsturz  repräsentierte er zunächst Misrata im Abgeordnetenrat, soll diesen aber nach Angaben libyscher Medien seit 2014 boykottiert haben. In der Folgezeit kämpfte er mit dem Milizbündnis „Morgenröte Libyen“ gegen Milizen des Generals Chalifa Haftar. Nach einer Teilnahme an Friedensgesprächen unter Aufsicht der UNSMIL wurde er 2018 Innenminister und galt zunächst als Repräsentant der Muslimbruderschaft im Kabinett. Er kämpfte zunächst weiter gegen Haftar, verbündete sich aber 2021 mit dessen Bundesgenossen Aguila Saleh Issa. Nachdem die für den 24. Dezember 2021 angesetzten Wahlen nicht stattfanden, ernannte ihn das Parlament in Tobruk am 10. Februar 2022 zum Premierminister. Sein in Tripolis ansässiger Rivale Dbeiba erkennt seine Ernennung aber nicht an. Im März 2022 kündigte Baschagha an, so schnell wie möglich sein Amt in Tripolis übernehmen zu wollen, aber keine Gewalt hierfür anwenden zu wollen.

## Privates
Baschagha hat fünf Kinder, ist Pfadfinder und gilt als Pferdeliebhaber. Er ist bekannt für eine undiplomatische und direkte Ausdrucksweise, gilt aber auch als außerordentlich opportunistisch und machtbewusst.